# Robert Fogel
Robert William Fogel (født 1. juli 1926 i New York City, død 11. juni 2013) var en amerikansk økonom. Hans felt var økonomisk historie, inden for hvilket han er kendt som en førende tilhænger af "ny økonomisk historie" eller kliometri, dvs. brugen af kvantitative metoder inden for historie. I 1993 modtog han Nobelprisen i økonomi sammen med Douglass North "for at have fornyet forskningen i økonomisk historie ved at bruge økonomisk teori og kvantitative metoder til at forklare institutionelle forandringer". Fogel og North var de første økonomiske historikere, der modtog denne pris, og knæsatte derved økonomisk historie som en anerkendt og vigtig underdisciplin inden for økonomisk videnskab. 

## Baggrund
Fogel blev født i New York som søn af russisk-jødiske indvandrere. Han voksede op under Depressionen i 1930'erne og blev på denne baggrund interesseret i samfundsøkonomi. Han studerede ved Cornell University, hvor han tog hovedfag i historie og bifag i økonomi I studietiden blev han også formand for den lokale afdeling af den kommunistiske ungdomsorgangisation American Youth for Democracy, og efter sin afgangseksamen i 1948 arbejdede han i otte år som professionel partisekretær for USA's kommunistiske parti. På dette tidspunkt brød han med kommunismen og begyndte på ny at studere, denne gang ved Columbia University under George Stigler. I 1960 tog han kandidateksamen i økonomi herfra, og i 1963 afsluttede han sine Ph.D.-studier ved Johns Hopkins University. Fogels professionelle karriere fandt bl.a. sted ved Rochester University, Harvard University, det amerikanske forskningscenter National Bureau of Economic Research i Cambridge, Massachusetts, men først og fremmest ved University of Chicago, hvor han i 1981 blev direktør for det nystartede center for befolkningsøkonomi ved Booth School of Business.
Fogel forskede inden for mange forskellige felter i sine arbejdsår - ikke blot økonomisk historie, men også demografi, fysiologi, familiens sociologi, ernæring, Kinas økonomiske udvikling, videnskabsfilosofi og andre beslægtede områder. Han kombinerede indsigt fra sådanne forskelligartede områder i sit arbejde med at forklare vigtige historiske udviklingstræk som f.eks. det dramatiske fald i dødelighedsrater fra det 18. til det 20. århundrede. Hans tidligere kollega Deirdre McCloskey tilskriver Fogel at have "genforenet økonomi og historie". 
Fogel giftede sig Enid Cassandra Morgan, en afrikanskamerikaner, i 1949. De fik to børn. Parret mødte dog mange vanskeligheder i hverdagen som følge af det daværende syn på sådanne blandede ægteskaber. 
Fogel døde som 86-årig på et sundhedscenter i Oak Lawn i Illinois efter kortvarig sygdom.

## Forskning
Fogels første større kliometriske værk var Railroads and American Economic Growth: Essays in Econometric History fra 1964. Her forsøgte han at kvantificere jernbanernes betydning for USA's økonomiske vækst i 1800-tallet. Hans argumenter og metode var én lang gendrivelse af en lang tradition for ikke-numeriske historiske argumenter, som havde tilskrevet jernbanerne meget stor betydning uden nærmere brug af økonomiske data. Fogel fandt tværtimod, at den samlede besparelse i transportomkostninger, som kunne tilskrives jernbaner, var ret lille - 2,7 % af USA's BNP i 1890. Den opsigtsvækkende konklusion, at jernbanerne ikke var uundværlige i den økonomiske udvikling, sikrede dermed kliometrien kontroversiel opmærksomhed lige fra starten.
Fogels berømteste og mest kontroversielle arbejde var bogen Time on the Cross fra 1974, et tobindsværk om slaveriet i Amerika, skrevet sammen med Stanley Engerman. De analyserede slaveriet ud fra en rationel profitmaksimerende tankegang hos slaveejerne. Fordi slaveproduktionen var forretningsorienteret, satte det grænser for mishandlingen og udnyttelsen af slaverne. Fogel og Engerman mente, at mange slaver i de amerikanske sydstater levede bedre end mange industriarbejdere i nordstaterne. Denne del af bogen skabte en storm af protester, hvor mange misforstod udsagnene og opfattede Fogel som en apologet for slaveri. I 1989 udgav Fogel Without Consent or Contract: The Rise and Fall of American Slavery, der i høj grad var et svar på kritikken af hans tidligere arbejde. 